# Campionat d'Espanya de Clubs d'atletisme
El Campionat d'Espanya de Clubs d'atletisme a l'aire lliure és la màxima competició atlètica per equips. És organitzada per la Reial Federació Espanyola d'Atletisme. La competició ve realitzant-se anualment des de 1958 en categoria masculina i 1966 en categoria femenina.
La competició és dividida en categories. La primera d'elles és anomenada des de 1990 Divisió d'Honor i, per sota, se situen la Primera Divisió i Segona Divisió. Les dues primeres compten amb 16 clubs cadascuna. La Segona Divisió es disputa amb una fase autonòmica i una fase final de quatre equips.

## Sistema de competició
Des de 2004 la competició es disputa en tres jornades. Cada jornada consisteix en enfrontaments de quatre atletes en reunions atlètiques, on cada club aporta dos representants per prova, fent un total de vuit atletes. El guanyador de cada prova reb vuit punts, el segon set i així en descens correlatiu fins al vuitè, que sumarà un punt. Al relleus, tan sols competeix un equip per club, pel que el guanyador reb vuit punts, el segon sis, el tercer quatre i el quart dos. Un cop han finalitzat totes les proves, se sumen les puntuacions de tots els membres d'un club per a saber quina és la seva puntuació total. L'equip amb més punts és el guanyador de l'enfrontament. Com que hi ha dèneu proves on participen vuit atletes i dos relleus on hi participen quatre equips, la màxima puntuación possible són 301 punts. Les proves que es disputen los següents:
| - 100 m - 200 m - 400 m | - 800 m - 1500 m - 3000 m | - 100 m tanques (dones) - 110 m tanques (homes) - 400 m tanques | - 3000 m obstacles - 4x100 m relleus - 4x400 m relleus | - 10.000 m marxa - Salt d'alçada - Salt amb perxa | - Salt de llargada - Triple salt - Pes | - Disc - Martell - Javelina |

Les dues primeres jornadas, els 16 equips de cada categoria es divideixen en quatre enfrontaments de quatre equips cadascun. El club guanyador de cada enfrontament reb quatre punts, per tres del segon, dos del tercer i un de l'últim. Al terme d'aquestes dos jornades se sumen aquests punts i es crea una classificació, servint-se en cas d'empat dels punts aconseguits per tots els seus atletes al dos enfrontaments. A la tercera jornada es divideix els clubs segons la classificació anterior. Els vuit primers clubs lluiten pel títol a la Divisió d'Honor o l'ascens a la Primera Divisió. Els vuit darrers ho fan per la permanència. Al final de la temporada, els dos darrers de Divisió d'Honor baixen a Primera divisió. Els dos primers de primera pugen a divisió d'honor i els dos darrers baixen a la fase autonòmica (segona divisió). Els dos primers de Segona Divisió pugen a Primera per a la propera temporada.
Abans de 2012, el sistema de competició era lleugerament diferent. Es realitzava el tall entre els vuit millors equips ja després de la primera jornada. Llavors a la segona jornada, els vuit clubs classificats pel títol s'enfronten en dos enfrontaments. Els dos primers de casacun es classificava per a l'enfrontament de la primera a la quarta posicions que tenia lloc a la tercera jornada. Els dos darrers ho feien per a la lluita del 5è al 8è lloc. El mateix passava amb els vuit clubs que disputen la fase de descens. Després d'enfrontar-se a la segona jornada, els guanyadors lluitarien a la tercera per les posicions de la 9 a la 12 i els dos darrers de la 13 a la 16.

## Palmarès

### Categoria masculina
- Campionat d'Espanya de clubs d'atletisme masculí

| Club                    | Campionats | Temporades                                                                                |
| ----------------------- | ---------- | ----------------------------------------------------------------------------------------- |
| FC Barcelona            | 15         | 1958, 1963, 1964, 1965, 1970, 1973, 1974, 1975, 1978, 1981, 1982, 1983, 1984, 1985, 1986. |
| AA Moratalaz            | 14         | 1987, 1988, 1989, 1990, 1991, 1992, 1993, 1994, 1995, 1996, 1997, 1998, 1999, 2000.       |
| CA Chapín Jérez         | 8          | 2001, 2002, 2003, 2004, 2005, 2006, 2007, 2008.                                           |
| Playas de Castellón     | 7          | 2009, 2010, 2011, 2012, 2013, 2014, 2015.                                                 |
| CA Vallhermoso          | 6          | 1971, 1972, 1976, 1977, 1979, 1980.                                                       |
| Reial Madrid            | 4          | 1959, 1960, 1961, 1962.                                                                   |
| E.M. VIII Región        | 1          | 1966                                                                                      |
| Reial Societat          | 1          | 1967                                                                                      |
| CN Barcelona            | 1          | 1968                                                                                      |
| Ministerio del Ejército | 1          | 1969                                                                                      |

### Categoria femenina
- Campionat d'Espanya de clubs d'atletisme femení

| Club                         | Campionats | Temporades |
| ---------------------------- | ---------- | --- |
| CA València Terra i Mar      | 23         | 1993, 1994, 1995, 1996, 1997, 1998, 1999, 2000, 2001, 2002, 2003, 2004, 2005, 2006, 2007, 2008, 2009, 2010, 2011, 2012, 2013, 2014, 2015. |
| Club Universitario de Madrid | 13         | 1979, 1980, 1981, 1982, 1983, 1984, 1985, 1986, 1987, 1988, 1989, 1990, 1991.                                                             |
| CA San Sebastián             | 7          | 1966, 1967, 1968, 1970, 1971, 1972, 1978.                                                                                                 |
| CG Barcelonès                | 3          | 1975, 1976, 1977. |
| CA Vallhermoso               | 2          | 1973, 1974. |
| UD Salamanca                 | 1          | 1969. |
| CA Blanco y Negro            | 1          | 1992 |